# Raelee Hill
Raelee Hill (Brisbane, 24 ottobre 1972) è un'attrice australiana, nota al pubblico per la partecipazione a numerose serie televisive di produzione australiana.

## Filmografia

### Cinema
- Hotel de Love, regia di Craig Rosenberg (1996)
- Long Road to Heaven, regia di Enison Sinaro (2007)

### Televisione
- Blue Water High, serie TV (prima stagione, episodio 10 Carpe Diem)
- Paradise Beach, serie TV
- Farscape, serie TV (Sikozu Svala Shanti Sugaysi Shanu, stagione 4, ricorrente)
- Neighbours, soap opera (Serendipity Gottlieb)